# 李皇后 (北魏献文帝)
李皇后（りこうごう、? - 469年）は、北魏の献文帝の夫人。孝文帝の母。皇后として追尊された。本貫は中山郡安喜県。

## 経歴
南郡王李恵の娘として生まれた。淑やかで美しかったという。18歳のとき、選抜されて東宮に入って、側室となった。献文帝が即位すると、夫人となり、拓跋宏（孝文帝）を生んだ。469年（皇興3年）、旧制（子貴母死）に従って賜死された。金陵に葬られた。476年（承明元年）7月、思皇后の諡号を贈られた。

## 伝記資料
- 『魏書』巻13 列伝第1
- 『北史』巻13 列伝第1